# Староприлуцька сільська рада
| Староприлу́цька сільська́ ра́да — орган місцевого самоврядування у Липовецькому районі Вінницької області з адміністративним центром у c. Стара Прилука. Сільській раді підпорядковані населені пункти: - с. Стара Прилука |

## Склад ради

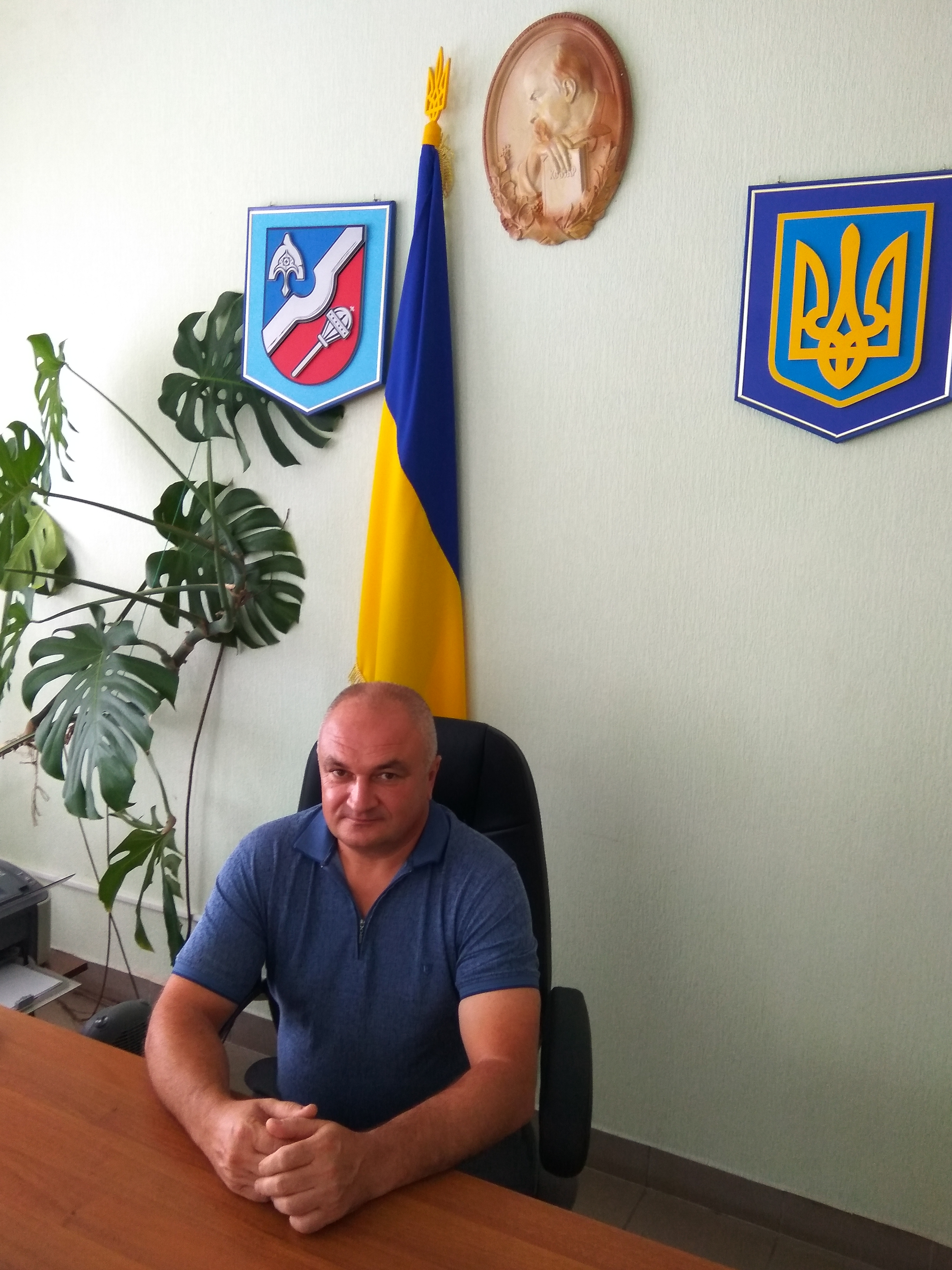
Любченко Віктор Іванович — голова Староприлуцької сільської ради та Староприлуцької об'єднаної територіальної громади

Рада складається з 16 депутатів та голови.

## Керівний склад сільської ради
| ПІБ                      | Основні відомості                                                                 | Дата обрання | Дата звільнення |
| ------------------------ | --------------------------------------------------------------------------------- | ------------ | --------------- |
| Любченко Віктор Іванович | Сільський голова, 1971 року народження, освіта, член Народно-демократичної партії | 26.03.2006   | 31.10.2010      |
| Любченко Віктор Іванович | Сільський голова, 1971 року народження, освіта вища, член Партії регіонів         | 31.10.2010   |                 |

Примітка: таблиця складена за даними джерела